# 1983 (album)
Pour les articles homonymes, voir 1983 (homonymie).
 (novembre 2014).
Si vous disposez d'ouvrages ou d'articles de référence ou si vous connaissez des sites web de qualité traitant du thème abordé ici, merci de compléter l'article en donnant les références utiles à sa vérifiabilité et en les liant à la section « Notes et références ».
Albums de Sophie Hunger
Monday's Ghost
(2008) The Danger of Light
(2012)

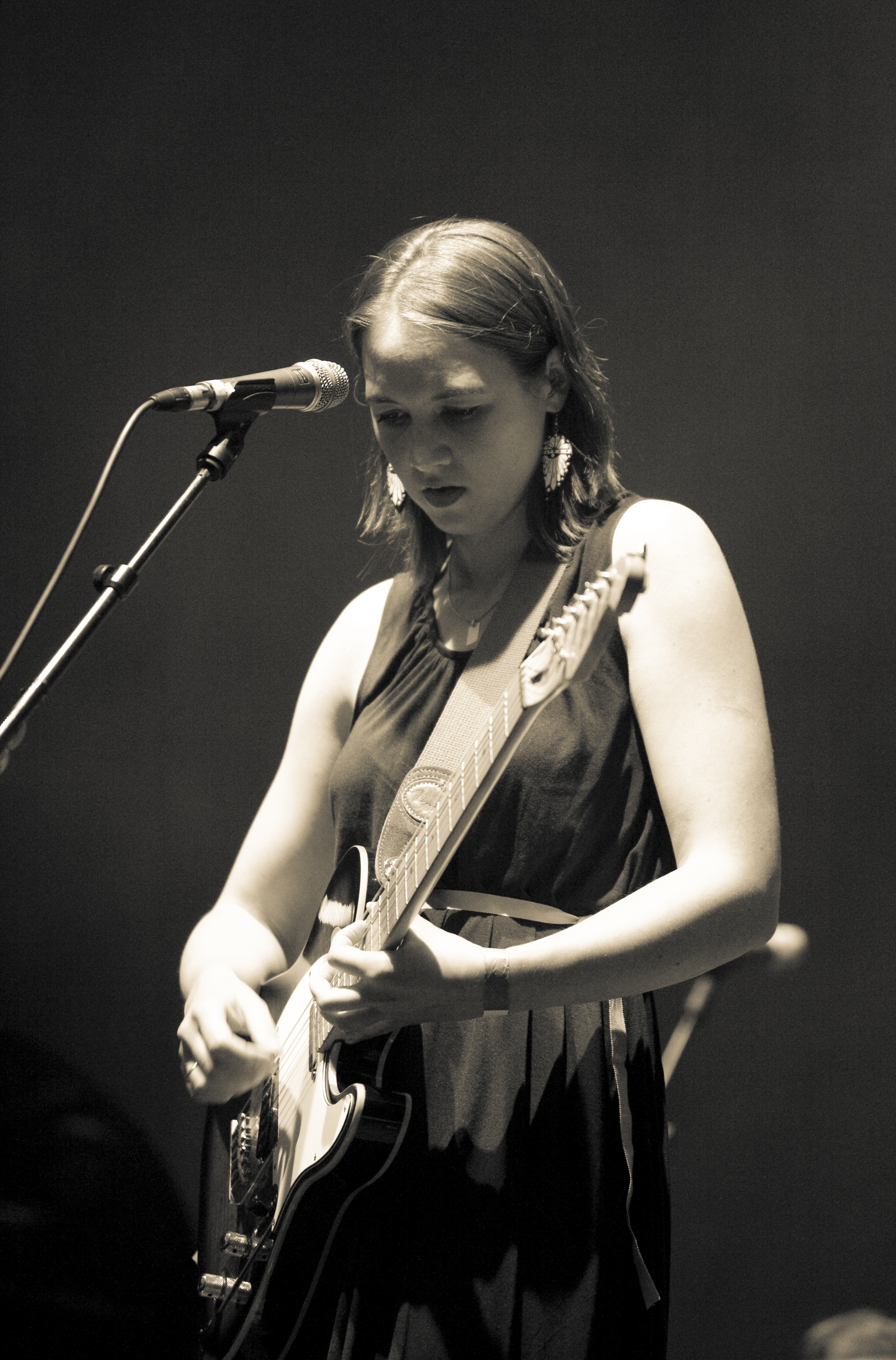
Sophie Hunger en 2009.

1983 est le troisième album de la chanteuse suisse Sophie Hunger publié le 12 avril 2010.

## Historique et réception
Le titre de l'album fait référence à l'année de naissance de Sophie Hunger.
Sa reprise de la chanson de Noir Désir, Le vent nous portera illustre le générique de fin du film Terraferma (2012) d'Emanuele Crialese ainsi que celui de Ma vie de Courgette de Claude Barras, et fait partie de la bande musicale du film  Les Beaux Jours (2013) de Marion Vernoux.

## Titres de l'album
1. Leave Me with the Monkeys - 2:57
2. Lovesong to Everyone - 3:11
3. 1983 - 2:50
4. Headlights - 3:08
5. Citylights Forever - 3:26
6. Your Personal Religion - 4:38
7. Le vent nous portera - 3:46 (Noir Désir)
8. Travelogue - 2:42
9. Breaking the Waves - 2:38
10. D'Red - 3:13
11. Approximately Gone - 1:33
12. Invisible - 2:31
13. Broken English - 2:38
14. Train People - 2:33